# Es'kia Mphahlele
Es'kia Mphahlele geboren als Ezekiel Mphalele, (Marabastad, 17 oktober 1919 - Lebowakgomo (Limpopo), 27 oktober 2008) was een Zuid-Afrikaans schrijver, literatuurwetenschapper, kunstactivist en Afrikaans humanist. In 1977 veranderde hij zijn voornaam Ezekiel in Es'kia.

## Levensloop
Mphahlele dreef als jongen vee in de toenmalige noordelijke Transvaal. Hij studeerde aan Adams lerarenopleiding in Natal. In 1947 debuteerde Mphahlele met zijn boek: 'Man must live'. In 1955 werd hem verboden nog langer zijn vak als docent uit te voeren daar hij de Bantoe Onderwijs Akte van 1953 bestreed die ervoor zorgde dat blanken beter onderwijs konden volgen dan zwarten. Mphalele wist zijn gezin te onderhouden door tal van klerikale baantjes; kort daarop vertrok hij naar het Britse protectoraat van Basutoland om daar les te gaan geven. Toen Mphahlele terugkeerde naar Zuid-Afrika vond hij een baan als journalist van het innovatieve en populaire tijdschrift "Drum". Hier werkte hij samen met o.a. Anthony Sampson en Sylvester Stein, terwijl hij studeerde aan de UNISA University of South-Africa alwaar hij zijn master degree behaalde in 1956.
Gedurende de jaren 50 werd Mphahlele politiek actief en hij werd lid van het Afrikaans Nationaal Congres (ANC) om daar na vijf jaar weer te vertrekken, teleurgesteld in de werkwijze van het ANC. In 1957 werd Mphahlele een baan aangeboden als leraar aan een school in een christelijke missiegemeenschap in Lagos. Mphalele kon echter pas in september 1957 naar het buitenland daar de Zuid-Afrikaanse regering hem liever niet liet rondreizen vanwege zijn politieke activiteiten.
Mphalele bleef vervolgens twintig jaar in ballingschap, eerst in Nigeria alwaar hij werkte voor het tijdschrift Black Orpheus en daaropvolgend in Kenia alwaar hij directeur was van het Chemchemi Cultureel Centrum. Hierna woonde en leefde hij nog in Zambia, Frankrijk en de Verenigde Staten alwaar hij zijn doctoraat behaalde aan de Universiteit van Denver en waar hij les gaf aan de Universiteit van Pennsylvania. Mphahlele keerde terug naar Zuid-Afrika in 1977 waar hij les ging geven aan de Universiteit van Witwatersrand als de eerste zwarte professor, hier stichtte hij eveneens de eerste faculteit voor Afrikaanse literatuur.
In de herfst van 2008 stierf Es'kia Mphahlele op 89-jarige leeftijd een natuurlijke dood in het Lebowakgomo-ziekenhuis in de provincie Limpopo.

### Non-fictie
- The African Image (Het Afrikaanse Imago) (1962)
- ES'KIA (2002) Uitgeverij: Stainbank & Associates
- ES'KIA Continued (Es'kia Vervolgd)" (2004) Uitgeverij: Stainbank & Associates

### Romans
- Father Come Home (Vader Kom Thuis) (1984)
- Chirundu (1979)
- The Wanderers (De Zwervers) (1969)

### Autobiografie
- Afrika My Music (Afrika Mijn Muziek) (1984)
- Down Second Avenue (Aan het eind van Second Avenue) (1959)

### Korte verhalen
- The Living and the Dead (De Levenden en de Dood)
- He and the Cat (Hij en de Kat)
- The Barber of Bariga (De Barbier van Bariga)
- A Ballad of Oyo (Een Ballade van Oyo)
- A Point of Identity (Een Identiteitspunt)
- Grieg on a Stolen Piano (Grieg op een gestolen Piano)
- In Corner B (In Hoek B)
- Mrs. Plum (Mevrouw Pruim)